# Dworaki-Staśki
Dworaki-Staśki – wieś w Polsce położona w województwie podlaskim, w powiecie wysokomazowieckim, w gminie Sokoły.
Zaścianek szlachecki Staśki należący do okolicy zaściankowej Dworaki położony był w drugiej połowie XVII wieku w powiecie suraskim ziemi bielskiej województwa podlaskiego. W latach 1954–1972 wieś należała i była siedzibą władz gromady Dworaki-Staśki. W latach 1975–1998 miejscowość administracyjnie należała do województwa łomżyńskiego.
Wierni kościoła rzymskokatolickiego należą do parafii  Wniebowzięcia NMP w Sokołach.

## Historia
Miejscowość wymieniona w dokumencie z roku 1568. W I Rzeczypospolitej Dworaki należały do ziemi bielskiej.
W roku 1827 Dworaki-staśki liczyły 21 domów i 126 mieszkańców.
W pobliżu kilka innych wsi, tworzących tzw. okolicę szlachecką Dworaki:
- Dworaki-dręgi
- Dworaki-pikaty
- Dworaki-staśki lub Dworaki-staśkowięta
- Dworaki-tkany
- Dworaki-orawka

Pod koniec wieku XIX wieś należała do gminy i parafii Sokoły w powiecie mazowieckim.
W roku 1921 naliczono tu 21 budynków z przeznaczeniem mieszkalnym oraz 166 mieszkańców (82 mężczyzn i 84 kobiety). Narodowość polską podało 147 osób, a 19 żydowską.
17 lutego 1944 Niemcy rozstrzelali rodzinę Kamińskich (6 osób) oraz Tadeusza Perkowskiego (partyzant). Gospodarstwo Kamińskich hitlerowcy spalili.